# Amblyeleotris periophthalma
Gobie périophthalme
Espèce
Amblyeleotris periophthalma est un poisson marin benthique qui appartient à la famille des Gobies à crevette. Son nom courant est Gobie périophthalme.

## Description
Amblyeleotris periophthalma est un poisson de petite taille, 8 cm maximum. Son corps est allongé et cylindrique. La teinte de fonds du corps est blanchâtre et ce dernier est rayé de larges bandes brunes dont l'intensité varie d'un individu à l'autre. Une multitude de tâches de la même couleur que les bandes constelle plus particulièrement la partie supérieure du corps,.
Les yeux sont ronds et proéminents. La bouche est grande et en forme de "U" inversé.

## Distribution
Amblyeleotris periophthalma est présent dans les eaux tropicales de la zone Indo-Ouest Pacifique, Mer Rouge incluse,.

## Habitat
Cette espèce de Gobie a une préférence marquée pour les fonds meubles de type sablonneux des lagons ou des pentes externes de récifs afin de pouvoir creuser un terrier avec l'aide d'une crevette.

## Alimentation
Amblyeleotris periophthalma est carnivore et capture des petits crustacés.

## Comportement
Amblyeleotris periophthalma vit en symbiose en général avec des crevettes du genre Alpheidae. Au sein de cette association, la crevette creuse et entretien le terrier et le poisson guette les dangers potentiels car la crevette à une faible vue qui ne lui permet pas de détecter les prédateurs. La communication s'effectue par un contact permanent entre une antenne de la crevette sur la partie postérieure du Gobie. Un mouvement particulier de sa queue et le signal de repli est communiqué à la crevette.